# Paolo Cernuschi
Paolo Cernuschi (* 13. Dezember 1691 in Mailand; † 15. April 1746 ebenda) war ein italienischer apostolischer Protonotarius und Bischof von Como.

## Biografie
Paolo war ein Patrizier aus Mailand. Sein Studium der Rechtswissenschaften schloss er am 6. September 1719 mit der Promotion an der Universität Pavia ab. Am 27. März 1723 wurde er zum Priester geweiht. Er war Ordinarius der Mailänder Kirche und später Dekan. Im Dienst des Erzbischofs von Mailand war er „judex causarum piarum, visitator regionarius“ und Kanzler der erzbischöflichen Kurie. Anfang Mai 1739 teilte er dem Domkapitel und dem Stadtrat von Como mit, dass Papst Clemens XII. ihn zum Bischof der Diözese ernannt habe. Die Ernennungsbulle wurde am 26. Juni 1739 erteilt. Am 27. Juli 1739 wurde er in Rom von Kardinal Giuseppe Spinelli zum Bischof geweiht und erhielt am nächsten Tag vom Papst den Titel eines episcopus solio Pontificis assistens.
Er kam am 18. Oktober 1739 nach Como, doch seine feierliche Einreise erfolgte erst am 1. Januar 1740. Mit der Gründung des Priesterseminars im Kloster Santa Caterina in Como mit zwei Lehrstühlen erfüllte Paolo ein Postulat, um das sich seine Vorgänger fast 200 Jahre lang vergeblich bemüht hatten. Nach einer schweren Krankheit musste er die Generalvisitation der Diözese für längere Zeit aussetzen.